# Friedrich Ueberweg
Friedrich Ueberweg (Leichlingen, 22 gennaio 1826 – Königsberg, 9 giugno 1871) è stato uno storico della filosofia tedesco.

## Biografia
Nacque a Leichlingen, nella Prussia renana, dove suo padre era un pastore luterano. Studiò a Gottinga e Berlino, si qualificò a Bonn come Privatdozent in filosofia (1852). Nel 1862 fu chiamato a Königsberg come professore straordinario e nel 1867 fu promosso al grado ordinario. Si sposò nel 1863. Ueberweg morì a Königsberg nel 1871.

## Opere principali
- De elementis animae mundi Platonicae, tesi, 1850
- Die Entwicklung des Bewußtseins durch den Lehrer und Erzieher, 1853
- System der Logik und Geschichte der logischen Lehren, 1857;
- Über Idealismus, Realismus und Idealrealismus, 1859
- Über die Echtheit und Zeitfolge der platonischen Schriften, 1861
- Grundriß der Geschichte der Philosophie, I–III, 1863–1866;
- Schiller als Historiker und Philosoph, 1884
- Gesammelte philosophische Abhandlungen, 1889